# Munnar
Mūnnār (മുന്നാർ en malayalam, prononcé [ˈmuːnːɑːr]) est une ville du sud-ouest de l'État du Kerala, en Inde, située à environ 1600 m d'altitude sur la chaîne des Ghats occidentaux. Le nom Munnar voudrait dire « trois rivières », la ville étant située au confluent du Muthirappuzha (ou Madupetti) — affluent majeur du Periyar —, de la Kundali (ou Periavaru) et du Nallathanni. Initialement un bourg de plantation fondé au XIXe siècle, Munnar est devenue depuis quelques décennies une station de montagne.

## Histoire

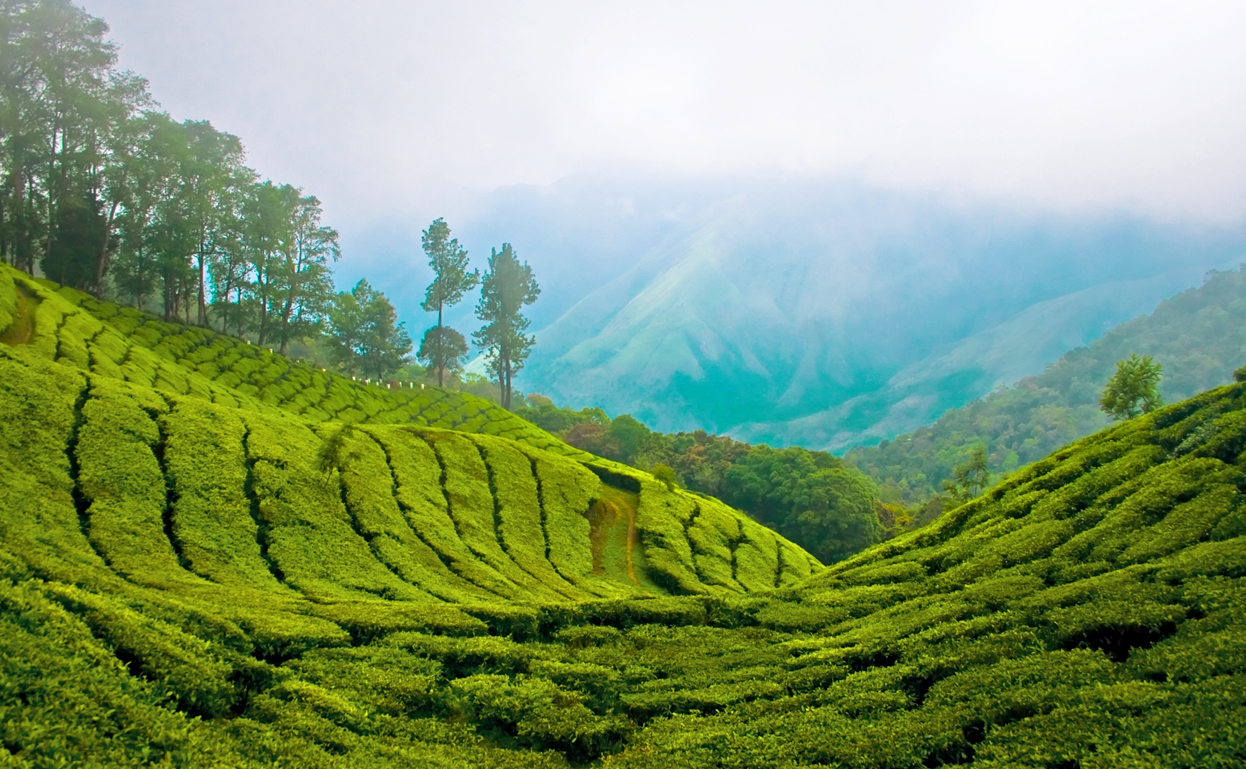
Les plantations de thé de Munnar sont parmi les plus hautes d'Inde.

L'histoire de Munnar est indubitablement liée à la culture du thé.
Le secteur où se trouve Munnar se fit connaître des occidentaux avec la visite de John Daniel Munro dans les années 1870. Munro, qui devait résoudre un différend frontalier entre la Présidence de Madras et le royaume de Travancore, fut impressionné par la beauté de la région. Celui-ci avait alors un grand intérêt pour les plantations et remarqua que les collines du Kanan Devan avait un grand potentiel agricole. Il se rendit alors au palais de la famille Poonjar, qui avait un contrôle absolu sur les terres de la région. Il convainquit le chef de la famille, Rohini Thirunal Kerala Varma Valiya Raja de lui laisser les collines du Kanan Devan pour une coquette somme. Ainsi en 1877, Munro loua pour 3 000 roupies par an les 55 000 hectares de terre laissés par la famille royale et fonda la North Travancore Land Planting & Agricultural Society en 1879. Il commença à planter du café, de la cardamome et de la quinquina. Cependant, ces cultures furent rapidement abandonnées quand la société découvrit que la région était plus propice à la théiculture.
En 1924, Munnar fut en proie à une terrible mousson qui provoqua glissements de terrain et autres inondations. De nombreuses plantations furent ruinées. Cependant les habitants parvinrent à tout replanter en l'espace de quelques mois.
La région, bien que "découverte" avec l'arrivée des plantations de thé, ne devint véritablement touristique qu'à partir de la seconde moitié du XXe siècle.

## Géographie et climat

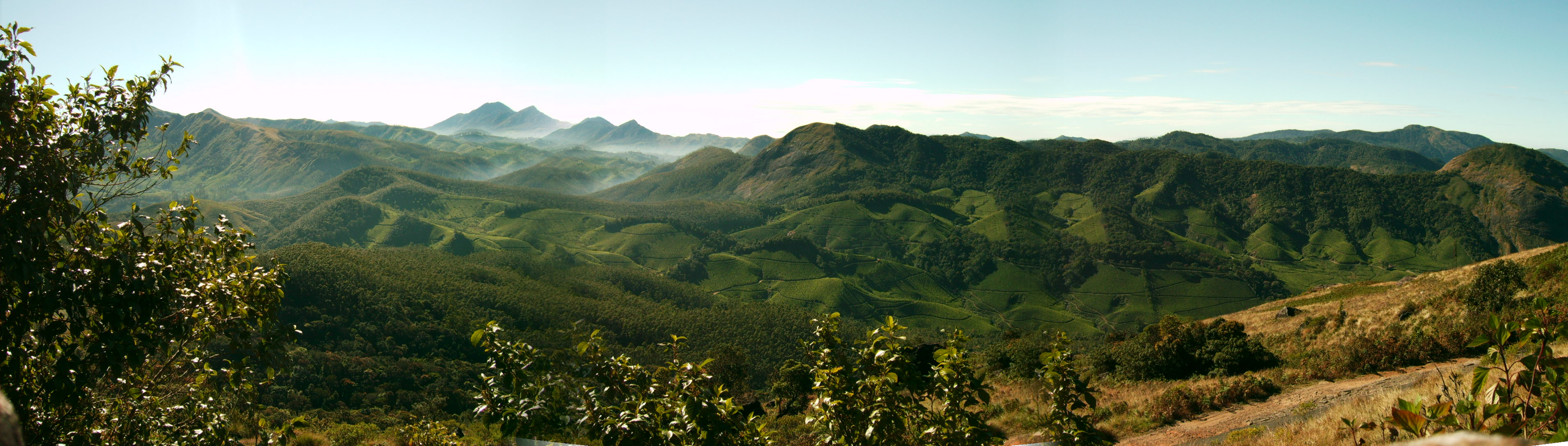
Région de Munnar

La région autour de Munnar est montagneuse et l'altitude y varie entre 1 450 et 2 695 mètres. Il y règne un climat subtropical d'altitude (Cwb selon la classification de Köppen) avec des températures douces toute l'année et des précipitations abondantes en été.
| Mois                                | jan. | fév. | mars | avril | mai  | juin | jui. | août | sep. | oct. | nov. | déc. | année |
| ----------------------------------- | ---- | ---- | ---- | ----- | ---- | ---- | ---- | ---- | ---- | ---- | ---- | ---- | ----- |
| Température minimale moyenne (°C)   | 12,9 | 13,7 | 15,1 | 16,5  | 17,3 | 16,9 | 16,3 | 16,3 | 16   | 15,7 | 14,8 | 13,5 | 15,42 |
| Température moyenne (°C)            | 17,6 | 18,7 | 20,2 | 21    | 21,4 | 20,3 | 19,3 | 19,5 | 19,6 | 19,2 | 18,3 | 17,7 | 19,4  |
| Température maximale moyenne (°C)   | 22,4 | 23,7 | 25,3 | 25,6  | 25,6 | 23,7 | 22,4 | 22,8 | 23,2 | 22,7 | 21,8 | 21,9 | 23,4  |
| Précipitations (mm)                 | 18   | 29   | 47   | 129   | 189  | 420  | 583  | 364  | 210  | 253  | 164  | 64   | 2 470 |
| Nombre de jours avec précipitations | 2    | 2    | 3    | 6     | 8    | 9    | 10   | 9    | 10   | 12   | 8    | 5    |       |

## Faune et flore
La plupart des espèces animales et végétales ont disparu de la région à cause des plantations de thé. Cependant certaines subsistent dans les zones protégées, comme le sanctuaire de Kurinjimala ou le sanctuaire de Chinnar, et les parcs nationaux d'Eravikulam, de Pampadum Shola et de Mathikettan Shola. Ces zones sont connues pour abriter des espèces menacées comme le Tahr des Nilgiri, l'écureuil géant de Ceylan, le gaur, le sambar ou le pigeon d'Elphinstone. Le Strobilanthes kunthiana ("Neelakurinji" en Malayalam), une fleur bleue dont la floraison n'advient que tous les 12 ans, est endémique à la région.

## Économie et tourisme
Le thé a commencé à être cultivé à Munnar en 1878. Aujourd'hui ce sont près de 24 000 hectares de plantations de thé qui recouvrent la région de Munnar, pour un rendement annuel de 50 000 tonnes. Les plantations de thé ont attiré de nombreux touristes (245 438 touristes en 2010, dont 19 690 étrangers) et l'on compte en 2014 près de 240 offres d'hébergements (hôtels, lodges). Le premier musée du thé du pays a d'ailleurs ouvert à Munnar.

## Transports
La ville, bien que touristique, est relativement isolée. Ainsi, la gare ferroviaire la plus proche est à Bodinayakanur (à environ 60 km) et l'aéroport le plus proche (COK) à 110 km de route.